# Дергачёв, Вячеслав Анатольевич
Вячеслав Анатольевич Дергачёв (бел. Вячаслаў Анатолевіч Дзергачоў; род. 1 июля 2001, Гомель) — белорусский футболист,  выступавший на позиции вратаря.

## Клубная карьера
Воспитанник футбольный академии борисовского БАТЭ. Первым  тренером футболиста был Андрей Апанасевич. В 2019 году футболист стал выступать ща дублирующий состав борисовского клуба, где вскоре и смог закрепиться в роли основного. В 2021 году футболист из-за травм у вратарей главного команды стал подтягиваться к играм с основным составом. В мае 2021 года стал обладателем Кубка Беларуси, однако в самом финале участие не принимал. Дебютировал за клуб 22 июня 2021 года в матче Кубка Беларуси против «Барановичей». Дебютный матч в чемпионате сыграл 7 июля 2021 года против «Витебска». Затем в июле 2021 года вместе с клубом отправился на квалификационные матчи Лиги конференций УЕФА, где по сумме матчей борисовчане уступили батумскому «Динамо». В своём дебютном сезоне за клуб провёл 3 матча во всех турнирах, став серебряным призёром чемпионата.
В начале 2022 года футболист полноценно стал резервным вратарём основного состава борисовского клуба. Новый сезон начал с победы за Суперкубок Беларуси, где 5 марта 2022 года был побеждён солигорский «Шахтёр». Первый матч в сезоне сыграл 9 марта 2022 года в рамках четвертьфинала Кубка Беларуси против жодинского «Торпедо-БелАЗ». В ответной встрече 13 марта 2022 года футболист вместе с клубом одержал победу над «Торпедо-БелАЗ» и вышел в полуфинал турнира. Первый матч в чемпионате сыграл 10 апреля 2022 года против могилёвского «Днепра». В финале Кубка Беларуси 21 мая 2022 года борисовский клуб уступил «Гомелю», а футболист стал серебряным призером. В июле 2022 года футболист вместе с клубом отправился на квалификационные матчи Лиги конференций УЕФА, где по сумме матчей уступили турецкому «Коньяспору». По итогу сезона стал бронзовым призёром чемпионата.
Новый сезон футболист начал в роли резервного вратаря клуба. Первый матч сыграл 11 марта 2023 года в ответной встрече четвертьфинала Кубка Беларуси против бобруйской «Белшины», по итогу которого вместе с борисовским клубом вышел в полуфинал турнира. Стал серебряным призёром Кубка Беларуси, где в финале, в котором футболист не принимал участие, борисовский клуб уступил жодинскому «Торпедо-БелАЗ». В июле 2023 года вместе с клубом отправился на квалификационные матчи Лиги чемпионов УЕФА. По сумме матчей в первом квалификационном раунде борисовчане одержали победу над албанским «Партизани», однако затем во втором раунде квалификаций уступили кипрскому «Арису» и выбыли в квалификации Лиги Европы УЕФА. Первый матч в еврокубковом турнире сыграл 17 августа 2023 года против молдавского «Шерифа», в рамках ответной встречи, по итогу которой вылетели в Лигу конференций УЕФА. По итогу квалификационного раунда плей-офф БАТЭ по сумме матчей уступил косоварскому клубу «Балкани» и футболист вместе с борисовским клубом закончил еврокубковую компанию. Первый матч в чемпионате футболист сыграл 21 октября 2023 года против мозырской «Славии». Заключительную часть сезона футболист провёл как основной вратарь клуба, вместе с которым завершил чемпионат на итоговом пятом месте.
В январе 2024 года футболист приступил к подготовке к новому сезону вместе с борисовским клубом. Новый сезон футболист начал 6 марта 2024 года с четвертьфинального матча Кубка Беларуси против минского «Динамо». В конце марта 2024 года футболист объявил об уходе из борисовского клуба, также сообщив о завершении профессиональной карьеры.

## Международная карьера
В июле 2019 года футболист получил вызов в юношескую сборную Беларуси до 19 лет. Дебютировал за сборную 1 августа 2019 года в товарищеском матче против сборной Турции.

## Статистика
| Сезон | Дивизион | Клуб | Страна   | Матчи | Голы |
| ----- | -------- | ---- | -------- | ----- | ---- |
| 2019  | дубль    | БАТЭ | Беларусь | 13    | −9   |
| 2020  | дубль    | БАТЭ | Беларусь | 21    | −19  |
| 2021  | Д1       | БАТЭ | Беларусь | 2     | −1   |
| 2022  | Д1       | БАТЭ | Беларусь | 3     | −2   |
| 2023  | Д1       | БАТЭ | Беларусь | 7     | −10  |
| 2024  | Д1       | БАТЭ | Беларусь | 0     | 0    |

## Достижения
БАТЭ
- Обладатель Кубка Беларуси: 2020/21
- Обладатель Суперкубка Беларуси: 2022